# استاروسلطان‌بکوو
استاروسلطان‌بکوو (انگلیسی: Starosultanbekovo) یک شهرک در شهرستان دیورتیورلینسکی در استان باشقیرستان کشور روسیه است.